# Teste de Aborto 2 (Apollo)
Teste de aborto 2 (Pad Abort Test 2) foi a designação do segundo de dois testes, executados como parte do Programa Apollo, efetuados para testar o procedimento de aborto de lançamento da nave Apollo.

## O procedimento
O procedimento de aborto consistia em, uma vez que os motores de foguete da nave tivessem sido disparados e ocorresse uma condição de erro irreparável, lançar a cápsula com os astronautas para longe do foguete principal em segurança, usando um pequeno foguete e pára-quedas, e destruir o foguete principal. O teste ocorreu em 29 de junho de 1965. Tal procedimento jamais foi necessário em nenhuma das missões Apollo.